# Eugene McCarthy
Eugene Joseph McCarthy (29. března 1916 - 10. prosince 2005) byl americký politik, ekonom a básník. Od roku 1949 do roku 1959 působil v Sněmovně reprezentantů Spojených států a v letech 1959 až 1971 v Senátu Spojených států. McCarthy usiloval o demokratickou nominaci v prezidentských volbách v roce 1968 a vyzval dosavadního Lyndona B. Johnsona na platformě odporu proti válce ve Vietnamu. McCarthy se pětkrát ucházel o prezidentský úřad, ale nikdy ho nezískal.
McCarthy se narodil v obci Watkins ve státě Minnesota a po doktorátu na University of Minnesota se stal profesorem ekonomie. Během druhé světové války luštil nepřátelské šifry pro ministerstvo války USA. Pak se stal členem Minnesotské demokraticko-farmářské-labouristické strany (minnesotská pobočka Demokratické strany) a v roce 1948 byl zvolen do Sněmovny reprezentantů, kde působil až do svého zvolení do Senátu v roce 1958. McCarthy byl prominentním zastáncem Adlaie Stevensona pro demokratickou prezidentskou nominaci v roce 1960 a sám byl kandidátem na demokratickou viceprezidentskou nominaci v roce 1964. Pomáhal prosadit zákon o přistěhovalectví a národnosti z roku 1965, ačkoli později vyjádřil politování nad jeho dopadem, a stal se členem Federace pro americkou imigrační reformu.
Během šedesátých let se McCarthy postupně stal prominentním odpůrcem Johnsonova postupu ve vietnamské válce. Poté, co Robert F. Kennedy odmítl požadavek skupiny protiválečných demokratů vyzvat Johnsona v demokratických primárkách v roce 1968, McCarthy vyhlásil svou kandidaturu na protiválečné platformě. Ačkoli mu byla původně dávána malá šance na výhru, ofenzíva Tet snížila podporu války a McCarthy skončil v primárkách v New Hampshire na druhém místě. Poté vstoupil do soutěže Kennedy a Johnson oznámil, že nebude usilovat o znovuzvolení. McCarthy i Kennedy každý vyhráli několik primárek, než byl Kennedy v červnu 1968 zavražděn. Demokratická národní konvence v roce 1968 nominovala viceprezidenta Huberta Humphreyho, Johnsonem preferovaného kandidáta.
McCarthy neusiloval o znovuzvolení ve volbách do Senátu v roce 1970. Usiloval o demokratickou prezidentskou nominaci v roce 1972, ale v primárkách se mu vedlo špatně. Poté kandidoval ještě v několika dalších volbách, ale nikdy nebyl zvolen. V prezidentských volbách v roce 1976 kandidoval jako nezávislý a získal hlasy 0,9 % voličů. Byl žalobcem v přelomovém soudním sporu o financování volebních kampaní Buckley v. Valeo a podporoval Ronalda Reagana v prezidentských volbách v roce 1980.